# São Pedro de Alvito
São Pedro de Alvito ist ein Ort und eine ehemalige Gemeinde (Freguesia) im nordportugiesischen Kreis Barcelos. Die Gemeinde hatte 641 Einwohner (Stand 30. Juni 2011).
Im Zuge der Gebietsreform am 29. September 2013 wurden die Gemeinden Alvito (São Pedro), Alvito (São Martinho) und Couto zur neuen Gemeinde União das Freguesias de Alvito (São Pedro e São Martinho) e Couto zusammengefasst.